# Beached and Bleached
Beached and Bleached è un cortometraggio muto del 1915 diretto da Louis Chaudet. Il film ha come interpreti principali Constance Talmadge insieme a William Parsons, meglio conosciuto come Smiling Billy Parsons, un popolare attore comico dell'epoca.

## Produzione
Il film fu prodotto da David Horsley per la MinA Film Company, una piccola casa di produzione che in due anni di attività, dal 1914 al 1916, produsse poco più di sessanta pellicole.

## Distribuzione
Distribuito dalla General Film Company, il film - un cortometraggio in una bobina - uscì nelle sale USA il 21 ottobre 1915.